# Rasmus Jönsson
Rasmus Jönsson (født 27. januar 1990 i Viken) er en svensk fodboldspiller, der spiller for Helsingborgs IF.
Før OB spillede han bl.a. i AaB samt VfL Wolfsburg, hvorfra han i en periode var udlejet til FSV Frankfurt. og til AaB i superligasæsonen 2013-14. Efter sit lejeophold i AaB fik han en 2-årig kontrakt med klubben.

## Karriere

### Helsingborgs IF
Tekst mangler, hjælp os med at skrive teksten

### VfL Wolfsburg
Den 11. september 2011 fik Rasmus Jönsson sin debut i Bundesligaen for VfL Wolfsburg, da han startede inde og assisterede Mario Mandžukićs andet mål i en kamp mod Schalke 04, hvor han samtidig spillede 90 minutter, før han blev skiftet ud.

### FSV Frankfurt
Det blev offentliggjort den 29. januar 2013, at Jönsson FSV Frankfurt havde skrevet under på en lejeaftale med FSV Frankfurt gældende for resten af sæsonen.

### AaB
Den 9. august 2013 skiftede Jönsson til AaB på en lejeaftale for 2013-14-sæsonen. Fire dage senere fik han sin debut i Superligaen, da han blev skiftet ind i det 70. minut i stedet for Anders K. Jacobsen i 1-3-sejren ude over SønderjyskE. En uge senere, den 20. august, lavede han første mål i Superligaen, da han scorede til 2-2 i 3-2-nederlaget ude til Randers FC.
Han spillede i løbet af sin løbet af sin lejeaftale 19 kampe, scorede seks mål og lavede assister, og den 21. juli 2014 skiftede Jönsson til AaB på en permanent toårig aftale. Den 30. maj blev det så offentliggjort, at han stoppede i klubben ved sæsonen og kontraktens afslutning.

### Odense Boldklub
Samme dag, som det blev offentliggjort, at Jönsson stoppede i AaB, blev det offentliggjort, at han blev genforenet med sin gamle træner Kent Nielsen fra AaB-tiden, hvor han skrev under på en toårig aftale.
Den 18. maj 2018 blev det offentliggjort, at Jönsson stoppede i Odense Boldklub, da hans kontrakt udløb pr. 30. juni 2018.

### Helsingborgs IF
Jönsson skrev den 13. juli 2018 under på en kontrakt gældende frem resten af 2018 med Helsingborgs IF, som han også spillede for fra 2002 til 2011.

## Titler
- Helsingborgs IF
  - Svenska Cupen: 2010

- AaB
  - Superligaen: 2013/14
  - DBU Pokalen: 2014